# Černyšovova divize
Černyšovova divize (Дивизион Чернышёва) Kontinentální hokejové ligy byla vytvořena v roce 2008 při založení soutěže jako jedna ze čtyř divizí. Od druhé sezóny KHL, kdy byly vytvořeny konference, náleží do východní konference. 
Nese jméno Arkadije Černyšova, jednoho ze zakladatelů sovětské hokejové školy. 

## Vítězové divize
- 2008/2009:  Ak Bars Kazaň
- 2009/2010:  Salavat Julajev Ufa
- 2010/2011:  Avangard Omsk
- 2011/2012:  Avangard Omsk
- 2012/2013:  Avangard Omsk
- 2013/2014:  Barys Astana
- 2014/2015:  HK Sibir Novosibirsk
- 2015/2016:  Avangard Omsk
- 2016/2017:  Avangard Omsk
- 2017/2018:  Salavat Julajev Ufa
- 2018/2019:  Barys Astana
- 2019/2020:  Barys Astana
- 2020/2021:  Avangard Omsk
- 2021/2022:  Salavat Julajev Ufa
- 2022/2023:  Salavat Julajev Ufa
- 2023/2024:  Avangard Omsk
- 2024/2025:

## Počet titulů v Černyšovově divizi
| Tým                  | Počet | Roky                                                                        |
| -------------------- | ----- | --------------------------------------------------------------------------- |
| Avangard Omsk        | 7     | 2010/2011, 2011/2012, 2012/2013, 2015/2016, 2016/2017, 2020/2021, 2023/2024 |
| Salavat Julajev Ufa  | 4     | 2009/2010, 2017/2018, 2021/2022, 2022/2023                                  |
| Barys Astana         | 3     | 2013/2014, 2018/2019, 2019/2020                                             |
| HK Sibir Novosibirsk | 1     | 2014/2015                                                                   |
| Ak Bars Kazaň        | 1     | 2008/2009                                                                   |